# Јесеничко-бохињски партизански одред
Јесеничко-бохињски народноослободилачки партизански (НОП) одред  је био партизанска јединица у саставу Народноослободилачке војске и партизанских одреда Југославије током Другог светског рата у Југославији. 

## Историјат
Формиран је 30. августа 1944. у селу Предјама код Постојне од људства 1. батаљона 16. словеначке бригаде Јанко Премрл Војко. Убрзо је нарастао на 4 батаљона и почетком октобра 1944. бројао је око 580 бораца. Дејствовао је на територији северозападног дела Горењског, а ослонцем на планинама Межакљу, Покљуки и Јеловици. Основни задатак му је био рушење комуникација и објеката на њима у долинама Саве Долинке и Саве Бохињке, посебно железничке пруге Крањ-Јесеницо—Тарвизио и Јесенице—Бохињска Бистрица. До средине јануара 1945. извршио је преко 30 диверзија на поменутим железничким пругама, у којима је уништено више локомотива и вагона. Поред тога Одред је био мобилизацијски центар тога краја за попуну јединица 9. корпуса. Од посебног је значаја успешно минирање хотела Ерик: код Крањске Горе 26. октобра, који је био предвиђен за болницу немачких војника, хотела Петрана на Бледу, 9. јануара 1945, где су Немци имали око 40 погинулих, и др. Пред јачим непријатељским снагама Одред се крајем јануара 1945. пребацио на подручје Церкна, где је водио тешке борбе. Ту је 7. фебруара 1945. реорганизован у 2 батаљона са око 120 бораца, док је остало људство ушло у састав јединица 9. корпуса. Одред се 9. фебруара вратио на подручје Бохиња, где је наставио са мобилизацијом бораца и диверзијама на комуникацијама, највише на прузи Бохињска Бистрица–Јесенице. До маја је извршио преко 40 диверзантских акција. У завршним операцијама 4. армије учествовао је у ослобођењу северног Горењског и дела Корушке, а посебно се истакао у борбама за ослобођење Бохињске Бистрице 7. маја, и Довје-Мојстрана наредног дана.